# Penalty (компания)
Penalty (произношение на португальском языке — пена́лти) — компания и товарный знак, под которым производятся спортивные товары. Основана в 1970 году в бразильском городе Сан-Паулу. Penalty принадлежит и управляется его владельцем и создателем — компанией Cambucci S/A. Компания производит обувь, одежду и спортивные мячи для футбола, волейбола, баскетбола, гандбола и мини-футбола.
С момента своего возникновения в районе Камбуси, компания спонсирует спортивные команды в Бразилии, в 1990-е годы выйдя и на международные рынки.

## История

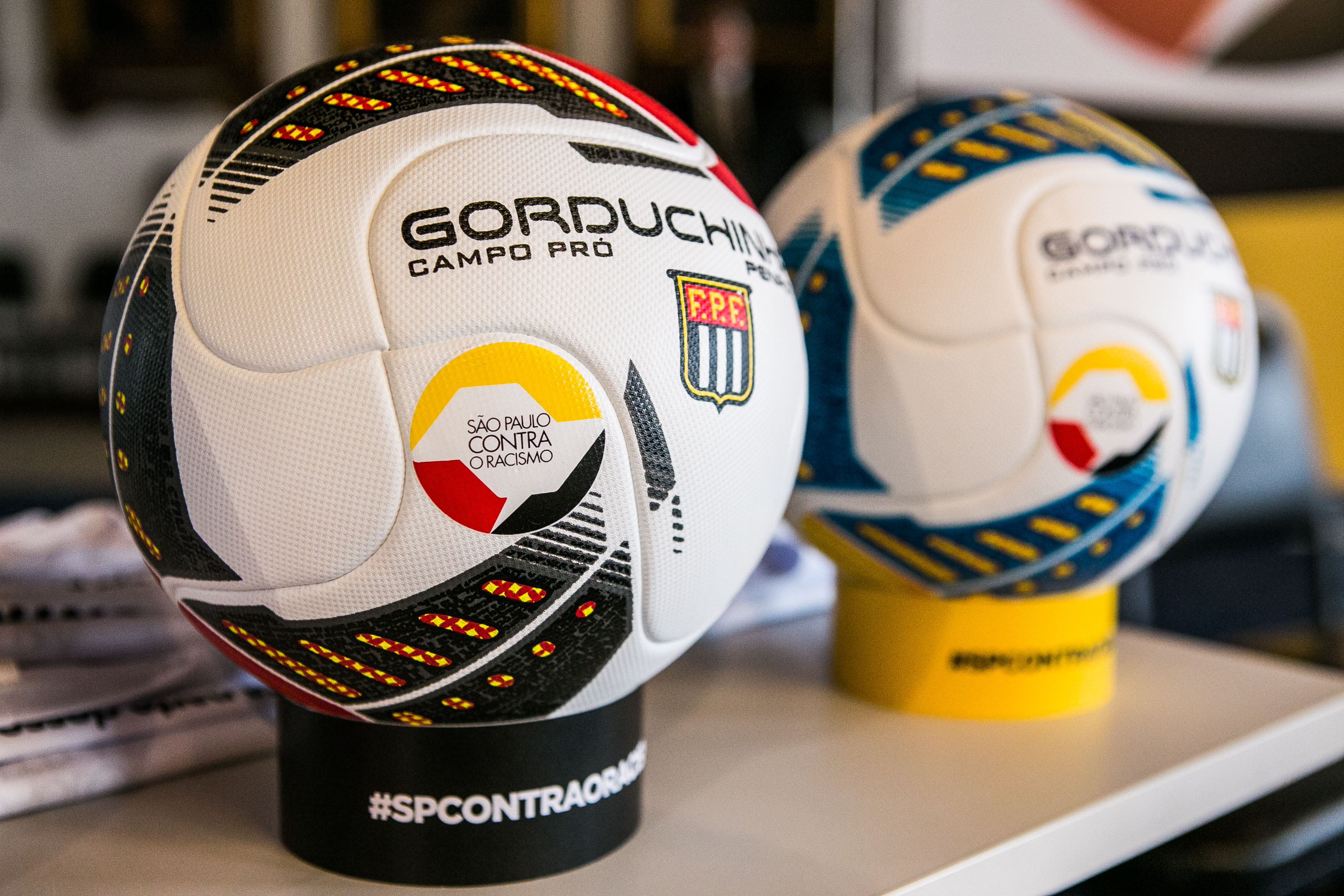
Мяч «Гордушинья» (Gorduchinha), использовавшийся в Лиге Паулисте в 2015 году. Выпуск был приурочен к кампании «Сан-Паулу против расизма», проводившейся правительством и Федерацией футбола штата.

История компании начинается в 1930-е годы, с небольшой мастерской по кройке и шитью, построенной в гараже дома купца Сарана Тумы Эстефану и его семьи. После смерти Сарана его вдова Асибе пригласила своих братьев Ибраина и Сарана Кури, чтобы совместно развивать бизнес. В 1945 году Эдуарду и Виториу Эстефану (дети Асибе) основали Malharia Cambuci SA, компанию по производству одежды для мужчин и женщин, расположенную в районе Сан-Паулу Камбуси. В 1968 году братья Эдуарду, Рикарду и Роберту Эстефану (сыновья Эдуарду-старшего и внуки Асибе), взяли на себя управление компанией после выхода на пенсию их дяди Виториу.
В 1970 году, после модернизации фабрики в Сан-Паулу и пересмотра продуктовой линейки, Cambuci SA зарегистрировала товарный знак Penalty, под которым и начался выпуск спортивной продукции. Изначально новая компания в основном занималась выпуском товаров для футбольных тренировок, а также одежды для занятий спортом в зале и на открытом воздухе.
В 1980-е годы Penalty стала крупнейшим бразильским производителем мячей. С 1993 по 2001 год Penalty был производителем официальных мячей Кубка Америки — в пяти розыгрышах подряд. С 2004 года мячи для турнира поставляет Nike.
В 1990-е годы Penalty была техническим спонсором ведущих бразильских команд — «Сан-Паулу» (обладатель Кубка Либертадорес 1992 и 1993 годов, а также Межконтинентального кубка 1992 и 1993 годов) и «Гремио» (обладатель Кубка Либертадорес 1995).
В 2010 году футбольный мяч Penalty Ball 8 стал победителем международной дизайнерской премии iF Design, став первым в мире восьмипанельным мячом для этого вида спорта. Ещё до вручения премии данный мяч активно использовался в различных соревнованиях, в частности, в Кубке Бразилии и Серии B в 2008 году, а также в чемпионате штата Рио-де-Жанейро в 2009 году.
До середины 2010-х годов Penalty продолжала вести конкуренцию с мировыми производителями спортивной одежды за техническое спонсорство у ведущих бразильских клубов. В 2009 году компания впервые в Бразилии внедрила технологию сканирования человеческого тела при производстве индивидуальных футболок для игроков «Васко да Гамы». Специальный сканер, считывающий 150 параметров тела, был доставлен в район Риашуэлу в Северной зоне Рио-де-Жанейро, неподалёку от стадиона «Васко» «Сан-Жануарио».
В 2013 году компания заключила своё последнее на данный момент крупное соглашение с «Сан-Паулу» сроком на 2,5 года. По условиям контракта, Penalty выплачивала «трёхцветным» по 35 млн реалов в год. Если сравнивать с поставщиками формы у двух других наиболее популярных клубов Бразилии («Сан-Паулу» занимает третье место по числу болельщиков в стране), то данное предложение было чуть меньше, чем у Adidas в отношении «Фламенго» (38 млн реалов в год), но существенно больше, чем Nike предложил «Коринтиансу» (30 млн реалов в год).
С конца 2014 по апрель 2016 года Penalty была поставщиком формы для «Крузейро», который впоследствии перешёл на Umbro. Впрочем, экипировка из старых запасов продолжала продаваться до 2017 года.
«Борьба за грандов» бразильского футбола довольно сильно ударила по финансовому состоянию компании, и руководство материнской Cambuci приняло решение внести коррективы в операционную деятельность. В 2018 году были закрыты заводы Penalty в Аргентине и Чили. Техническое спонсорство стало распространяться на менее титулованные (и менее требовательные по деньгам) клубы, а в отношении ведущих команд производитель стал делать упор на работу с каждым конкретным спортсменом. В 2019 году это принесло свои плоды — прибыль начала расти, но пандемия COVID-19 негативно ударила по экономическим показателям Penalty. Однако уже за первые полгода 2021 года бразильский производитель заработал 81,7 млн реалов, что на 32 % больше прошлогоднего показателя. В августе того же года Penalty принял решение возобновить производство в Аргентине — завода в Чивилькое (провинция Буэнос-Айрес) и двух заводов в Буэнос-Айресе. В самой Бразилии работают три завода Penalty — завод в Параибе специализируется на производстве обуви и щитков, а в Баии производят футбольные мячи, носки и эластичные шнурки.

## Текущее спонсорство

### Клубы
- «Сеара»
- «Фигейренсе»
- «Санта-Круз» (Ресифи)
- «Убераба» (с 2021)
- «Витория» (Салвадор)
- «Квебек Динамо»
- «Нагано Парсейро»
- «Фаджано Окаяма»
- «Джираванц Китакюсю» (с 2020)
- «Сёнан Бельмаре»
- «Монтедио Ямагата»
- «Радомяк»[12]
- «Альбирекс Ниигата Сингапур» (с 2021)

### Организации
- КОНМЕБОЛ (форма арбитров)
- Аргентинская конфедерация волейбола
- Аргентинская конфедерация гандбола
- Боливийская футбольная федерация[13]
- / Федерация футбола штата Сан-Паулу и чемпионат штата Сан-Паулу (с 2020)
- Чемпионат Бразилии по мини-футболу
- Бразильская конфедерация баскетбола
- Бразильская конфедерация гандбола
- Канадская футбольная ассоциация
- Юккёнен (вторая лига Финляндии по футболу)
- Чемпионат Финляндии по мини-футболу

### Игроки
- Алекс де Соуза
- Бранкиньо
- Эликарлос
- Сидан
- / Фернандан
- Вальтер Ибаньес
- Серхио Мильяччо
- Гильермо Рейес
- Хуан Альвес
- Матиас Кастро
- Элиас Рикардо Фигероа